# Ceratostylis borneensis
Ceratostylis borneensis är en orkidéart som beskrevs av Johannes Jacobus Smith. Ceratostylis borneensis ingår i släktet Ceratostylis och familjen orkidéer. Inga underarter finns listade i Catalogue of Life.